# 창동리 석조 이정표
창동리 석조 이정표는 서울특별시 도봉구 창동에 있는 조선시대의 이정표이다. 2017년 12월 21일 서울 도봉구의 향토문화재 제1호로 지정되었다.

## 지정 사유
조선시대 양곡창고가 이 지역에 있었기 때문에 창골이라 부르던 것에서 유래된 '창동리'는 조선시대 마을이름이다. 1995년에 복원한 이정표와 올해 제작한 안내표지판을 각각 옆에 세웠다. '창동리'라는 글자가 음각으로 새겨져 있으나 마모가 심해 지금은 판독이 어려운 상황이다. 그러나 현재 전국 각지에 동명(洞名)을 알리기 위해 마을입구에 세운 빗돌의 시원적인 형태로 도봉구 창동지역의 옛 이름을 새긴 이정표로서 그 의미가 있어 도봉구 향토문화재로 지정한다.

## 현지 안내문
조선시대 양곡 창고가 있었던 倉洞(창동)의 유래를 간직한 이정표이다.
거칠게 다음은 가로 38cm, 놀핑 73cm, 두께 19cm의 화강암에 '倉洞里(창동리)'라는 지명이 음각되어 있다.
마모가 심해 알아보기 힘들지만 행정구역이 전국적으로 숱하게 변천해 온 가운데 동명의 유래를 알려주는 중요한 기념물이다.
창5동 중앙에 있는 창동초등학교 옆 공터에서 1995년 옛 창5동사무소 옆으로 옮겨졌다가 2015년 주민들의 노력으로 원 위치로 돌아왔다. 1994년 서울시가 정도 600년을 기념해 선정한 '서울 명소 600선'에 오르기도 했다.
창동은 조선시대까지 경기도 양주군 해등촌면에 속했고, 1973년 도봉구가 생기면서 서울시 도봉구 관할이 되었다.

## 같이 보기
- 창동